# Milhanas
Carolina Milagre Milhanas (Lisboa, 26 de novembro de 2001), conhecida artisticamente por Milhanas, é uma cantora e compositora portuguesa. Começou por aprender a tocar violino, instrumento que tocou dos 6 aos 14 anos de idade.  Foi nomeada Artista Revelação nos prémios Play em 2023 e como Melhor Intérprete, no ano seguinte. Também em 2023, recebeu indicações nas categorias de Melhor Canção do Ano ("Mais que ao Sol") e Prémio Revelação, nos Globos de Ouro nesse mesmo ano.
Participou no Festival da Canção em 2022, tendo alcançado a 7ª posição com "Corpo de Mulher", uma canção assinada por Agir. Editou o seu álbum de estreia, De Sombra a Sombra, em 2023, com o selo da Universal Music Portugal.

## Discografia
Entre a sua discografia encontram-se: 
- 2021 - Lamentos (single)
- 2021 - Mundo (single)
- 2021 - Mais que ao sol (single)
- 2022 - Festival da Canção 2022 (compilação)
- 2023 - De sombra a sombra (álbum), Disco Antena 1 [15]

## Ligações Externas
- Youtube | Milhanas
- Mega Hits Rádio | Milhanas entrevistada por Alexandre Guimarães, no programa  ‘.wav’ (2023)